# Детска игра 3
„Детска игра 3“ (на английски: Child's Play 3) е американски слашър филм на ужасите от 1991 г.

## Сюжет
Внимание:  Текстът по-долу разкрива сюжета на произведението (или части от него)!
Действието се развива 8 години след събитията от втория филм. Фабриката „Доброто момче“ отваря врати отново. Кръв от останките на Чъки започва да капе в пластмасата, използвана за направата на куклите. Чъки си има ново тяло и отново започва да търси Анди, който вече е на 16 години и е във военно училище.

## Актьорски състав
- Брад Дуриф – Чарлс Лий Рей / Гласът на Чъки
- Джъстин Уолин – Анди Баркли
- Пери Рийвс – Кристин де Силва
- Джереми Силвърс – Роналд Тайлър